# Душистый перец

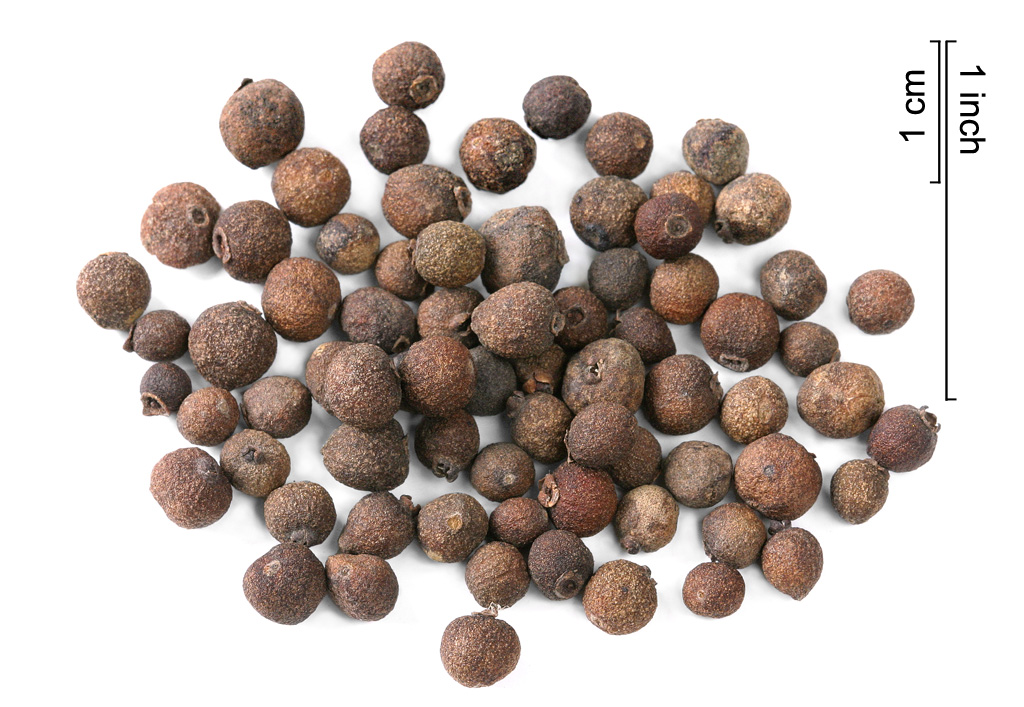

Души́стый пе́рец или яма́йский пе́рец, — высушенные недозрелые плоды вечнозелёного тропического дерева — пименты лекарственной.

## Описание
Эти плоды представляют собой ягоды: сначала сине-зелёного цвета, после сушки — шероховатые бурые горошины в два — три раза более крупные, чем у перца чёрного, содержащие до 4 % эфирного масла. Душистый перец имеет пряный запах, мягкий, приятный вкус и напоминает смесь чёрного перца, гвоздики, мускатного ореха и корицы.
Родина — острова Карибского бассейна. Культивируется в Индии, Центральной и Южной Америке (преимущественно в Бразилии), на Кубе и на Ямайке.
В продажу поступает в виде горошка и молотым. Целые горошины добавляют в мясные супы, маринады, соусы к мясу (реже в рыбные блюда) и извлекают из блюда перед употреблением; он придаёт аромат жареному мясу, особенно дичи. Душистый перец слабо растворяется в воде. В молотом виде душистый перец добавляют только в кондитерское тесто (пряники, печенье, кексы) как одну из составных частей пряных смесей.

## Химический состав
Душистый перец содержит пиментовое масло, которое используют при производстве ликёров, а также в косметической промышленности при производстве духов и мыла. Главными его компонентами являются эвгенол, кариофиллен, цинеол, фелландрен.

## Применение в медицине
Способствует устранению метеоризма. Применяется как антисептик.

## Применение в кулинарии
В душистом перце сочетаются ароматы корицы, чёрного перца, мускатного ореха и гвоздики. Запах его пряный, вкус остропряный, жгучий. Пользоваться им необходимо осторожно, поскольку это сильная пряность. Душистый перец не только придаёт блюдам аромат, но и меняет их вкус. В карибской кухне душистый перец с его приятным гвоздичным ароматом - главная специя и используется очень широко. Мясо часто оборачивается или шпигуется свежими листьями, жарится на углях этого дерева, или с добавлением на угли ягод или веточек этого дерева, подобно использованию мирта в средиземноморских странах.
В Англии он используется для приготовления бульонов, соусов, тушеной пряной говядины и, вместе с семенами белой горчицы, для овощных маринадов.
В России душистый перец – одна из наиболее употребляемых пряностей. Без него не обходятся в домашнем консервировании. Применяется при копчении продуктов, в производстве ликеров, ромов.